# Châtelblanc
Châtelblanc é uma comuna francesa na região administrativa de Borgonha-Franco-Condado, no departamento de Doubs. Estende-se por uma área de 20,79 km². Em 2010 a comuna tinha 120 habitantes (densidade: 5,8 hab./km²).